# Uorganisk
 Denne artikel bør gennemlæses af en person med fagkendskab for at sikre den faglige korrekthed.

Et stof som er uorganisk, er et stof som ikke primært er lavet af karbon og hydrogen. I kemisk forstand er stoffer uorganiske, når de ikke er kulstofforbindelser (ud over CO2, kalk, karbid, svovlkulstof og nogle få andre forbindelser, der alle regnes for uorganiske).
Den konstante strøm af nye, organiske forbindelser (kulstofforbindelser) skaber forvirring i begreberne. For selv om stoffer som plastic, anilinfarvestoffer, TNT og kunstharpiks er organiske stoffer i kemisk forstand, så har de bestemt ikke noget at gøre med levende væsner. Man mente førhen at organiske stoffer kun fandtes i levende organismer, derfra det misvisende organisk - fra organisme.